# Isaac Watts

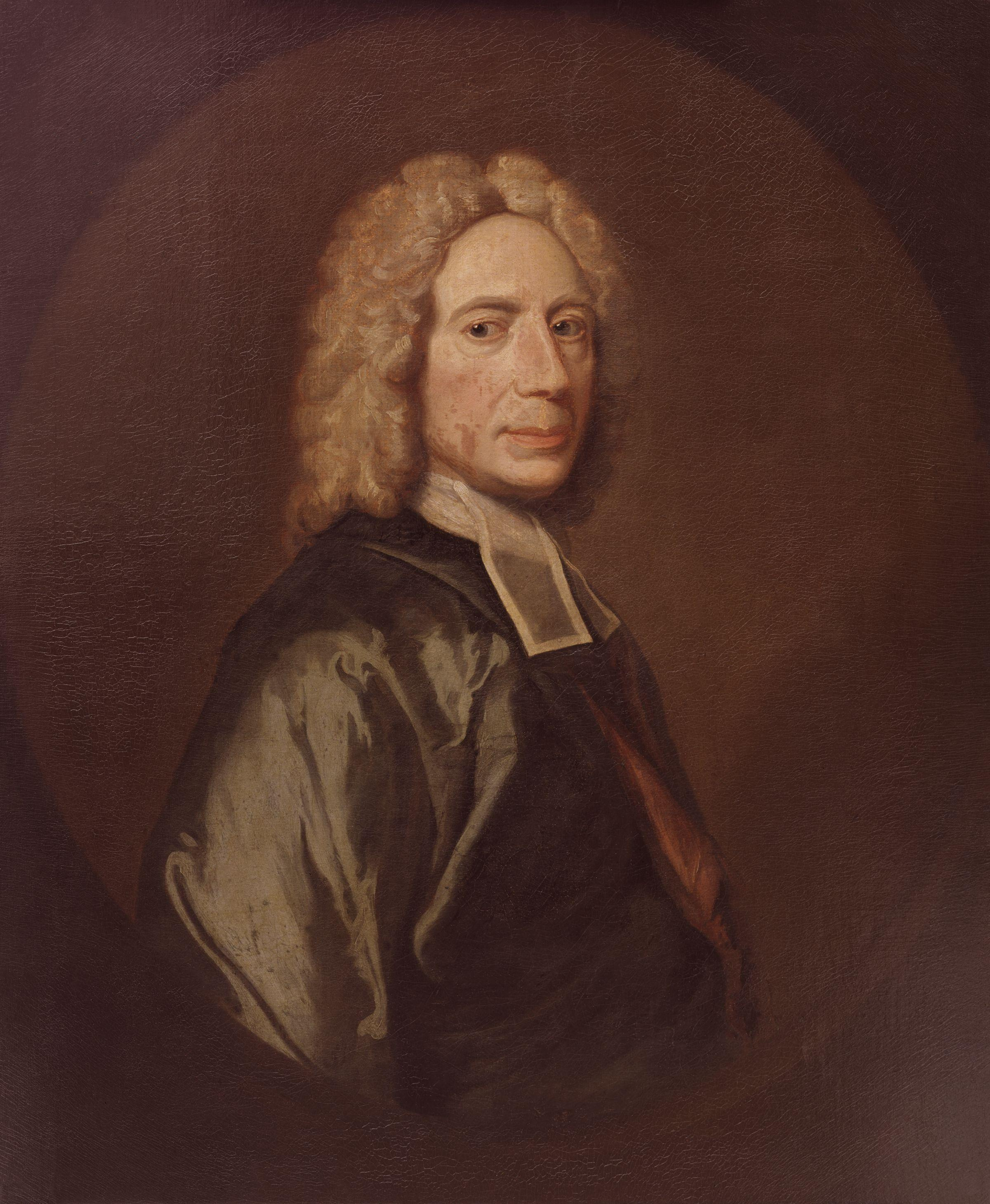
Isaac Watts

Isaac Watts (* 17. Juli 1674 in Southampton, England; † 25. November 1748 in London, England) war ein britischer Liederdichter. Watts ist für die vielen von ihm selbstverfassten Hymnen (750) bekannt.

## Leben
Watts wuchs als der älteste Sohn von neun Kindern eines Dissenters auf. Sein Großvater Thomas Watts war Kommandant in einem Krieg 1656 und starb durch eine Explosion an Bord seines Schiffes. Watts genoss eine hervorragende Ausbildung am Gymnasium John Pinhorne. Seit seinem 20. Lebensjahr verfasste er Kirchenlieder für eine Gemeinde in Southampton. 1702 wurde er Pastor einer Kongregationalistenkirche in Mark Lane, war aber aus gesundheitlichen Gründen gezwungen, die Stelle im Jahr 1712 aufzugeben. Im Jahr 1728 wurde er an der Universität Edinburgh promoviert.
Watts entwarf ein dispensationalistisches Schema der Heilsgeschichte. Die Epochen hießen Unschuld, adamitisch (nach dem Sündenfall), noahisch, abrahamisch, mosaisch und christlich.
Watts’ Buch The Improvement of the Mind (1741) richtete sich an Leser, die ihr Wissen und ihre geistigen Fähigkeiten selbständig erweitern wollten. Der Autor legte in seinen Ausführungen Wert darauf, Wissen nicht nur passiv zu vermitteln, sondern sich aktiv damit auseinanderzusetzen. Watts empfahl u. a., sich Notizen zu Artikeln zu machen, bei Vorträgen Mitschriften anzufertigen und den Gedankenaustausch mit Gleichgesinnten zu suchen. Dieses Buch war von entscheidender Bedeutung für die persönliche Entwicklung des englischen Experimentalphysikers Michael Faraday.

## Hymnen (Auswahl)
Eine kleine Auswahl von Hymnen, die Isaac Watts geschrieben hat.
- Am I a Soldier of the Cross?
- Joy to the World
- Come We that Love the Lord
- Come Holy Spirit, Heavenly Dove
- Jesus Shall Reign Where’er the Sun
- O God, Our Help in Ages Past
- When I Survey the Wondrous Cross
- Alas! and Did My Saviour Bleed
- This is the day the lord has made
- My God, My Portion and my Love

## Bedeutung
Die Evangelisch-Lutherische Kirche in Amerika und die Anglikanische Gemeinschaft erinnern mit einem Gedenktag am 25. November an Isaac Watts als bedeutenden Liederdichter.